# Melanophryne barbatula
Melanophryne barbatula är en groddjursart som beskrevs av Lehr och Linda Trueb 2007. Melanophryne barbatula ingår i släktet Melanophryne och familjen Microhylidae. IUCN kategoriserar arten globalt som sårbar. Inga underarter finns listade i Catalogue of Life.